# Fiumefreddo di Sicilia
Fiumefreddo di Sicilia là một đô thị và cộng đồng (comune) ở tỉnh Catania trong vùng Sicilia miền nam nước Ý.